# Belle (bài hát của Patrick Fiori, Daniel Lavoie và Garou)
"Belle" (bằng tiếng Pháp, tạm dịch: "Người đẹp") là bài hát tiếng Pháp ra mắt năm 1997 qua phần thể hiện của các ca sĩ Patrick Fiori, Daniel Lavoie và Garou, trích từ vở nhạc kịch Nhà thờ Đức Bà Paris. Bài hát được phát hành dưới dạng đĩa đơn vào năm 1998 trước khi nhạc kịch được công diễn và trở thành hit ở Pháp và Bỉ, dẫn đầu các bảng xếp hạng trong nhiều tháng. Tính đến nay, đĩa đơn này vẫn là một trong những đĩa đơn bán chạy nhất mọi thời đại ở các quốc gia này. Bài này đã được nhạc sĩ Thái Thịnh dịch ra tiếng Việt.

## Bối cảnh sáng tác
Tương tự các ca khúc khác trong vở nhạc kịch Nhà thờ Đức Bà Paris, phần lời của "Belle" cũng do Luc Plamondon sáng tác, hợp cùng phần nhạc của Richard Cocciante. Phần hòa âm phối khí do Richard Cocciante, Jannick Top và Serge Perathoner thực hiện.
"Belle" là ca khúc lãng mạn có nội dung phỏng theo tiểu thuyết Nhà thờ Đức Bà Paris của nhà văn nổi tiếng Victor Hugo; trong chương sáu của quyển tám, Phœbus, Frollo và Quasimodo chứng kiến cảnh Esméralda bị bắt tội chết, và mỗi người có cách hành xử khác nhau. Phœbus dù tái mặt khi thấy Esméralda song vẫn chọn ở lại bên hôn thê. Frollo thì đặt điều kiện Esméralda phải đồng ý làm người của ông ta nếu muốn được cứu. Quasimodo thì vì tình yêu quá lớn với Esméralda mà quên mình cứu cô. Bài hát do ba ca sĩ - cũng là ba diễn viên trong nhạc kịch - thể hiện, gồm Garou (vai gã gù Quasimodo), Daniel Lavoie (vai Giám mục Frollo) và Patrick Fiori (vai Phœbus). Trong ca khúc, từng người lần lượt thể hiện tình yêu của họ đối với Esméralda, sau đó cùng nhau hợp giọng trong đoạn cuối.
Bản chuyển ngữ sang tiếng Anh của ca khúc này có nhan đề là "Belle (Is the Only Word)", do Garou, Daniel Lavoie và Steve Balsamo hát và được thu trong album Notre Dame de Paris - Version anglaise.

## Vị trí trên bảng xếp hạng
Đĩa đơn "Belle" được liệt kê trên bảng xếp hạng đĩa đơn Pháp trong vòng 60 tuần; tính đến nay đây là đĩa đơn giữ kỷ lục tồn tại lâu thứ hai trong Top 100, chỉ sau bài "U-Turn (Lili)" của AaRON với 61 tuần. "Belle" cũng là đĩa đơn đầu tiên nằm trong Top 50 đến 49 tuần. Đĩa đơn lần đầu lọt vào bảng xếp hạng tại vị trí thứ 96 vào ngày 9 tháng 5 năm 1998 rồi chậm rãi leo lên dần, đến tuần thứ 18 thì chiếm vị trí quán quân. Doanh số bán đĩa đơn tăng mạnh trong tuần công diễn nhạc kịch, tính từ 12 tháng 9 năm 1998. Bài hát yên vị ở vị trí số một trong 18 tuần liên tiếp; kỷ lục này chỉ bị bài "Mambo No. 5" của Lou Bega đánh bại vào năm 2000 bằng con số 20 tuần liên tiếp. Sau đó, "Belle" dần dần tụt hạng và ra khỏi top 10 sau 31 tuần nằm tại đó.
Đĩa đơn được SNEP chứng nhận là đĩa kim cương . Ở Pháp, "Belle" là đĩa đơn bán chạy nhất năm 1998, chạy nhất thập niên 1990 và xếp thứ ba trong danh sách các đĩa đơn bán chạy nhất mọi thời đại (sau "Petit Papa Noël" của Tino Rossi và "La Danse des Canards" của JJ Lionel) với 2.221.000 bản bán ra.
Tại Bỉ, "Belle" ra mắt tại vị trí thứ 24 trong bảng xếp hạng Ultratop vào ngày 6 tháng 6 năm 1998. Tuy chỉ giữ được vị trí quán quân trong vòng sáu tuần (từ 19 tháng 9 đến 24 tháng 10) nhưng đĩa đơn vẫn nằm trong top 10 trong 30 tuần liên tiếp. Đĩa đơn ra khỏi top 40 sau 44 tuần nằm tại đó. "Belle" là đĩa đơn bán chạy nhất trong năm 1998 tại Bỉ và là đĩa đơn thành công nhất từ năm 1995 ở nước này.
Năm 1999, bài hát "Belle" đoạt giải Victoires de la musique ở hạng mục "Bài hát của năm" (Chanson originale de l'année).

## Danh sách bài hát
- Đĩa đơn CD

1. "Belle" — 4:36
2. "Déchiré" Patrick Fiori thể hiện — 3:18

## Bảng xếp hạng và doanh số
| Bảng xếp hạng (1998)                | Vị trí cao nhất |
| ----------------------------------- | --------------- |
| Bảng xếp hạng đĩa đơn Bỉ (Wallonia) | 1               |
| Bảng xếp hạng đĩa đơn Pháp của SNEP | 1               |

| Cuối năm 1998                       | Vị trí |
| ----------------------------------- | ------ |
| Bảng xếp hạng đĩa đơn Bỉ (Wallonia) | 1      |
| Bảng xếp hạng đĩa đơn Pháp của SNEP | 1      |

| Quốc gia | Chứng nhận | Ngày                 | Doanh số được chứng nhận |
| -------- | ---------- | -------------------- | ------------------------ |
| Pháp     | Kim cương  | 27 tháng 10 năm 1998 | 750.000                  |